# 배칠수
배칠수(裵七秀, 본명: 이형민(李亨敏), 1972년 3월 13일 ~ )는 대한민국의 희극인 겸 방송인이다.

## 생애
그는 희극인으로 데뷔하기 전에는 1996년부터 1999년까지 서울에서 헬스클럽을 운영하기도 하였다.
1999년 슈퍼보이스탤런트 선발대회에서 가수 겸 방송인 배철수 성대모사를 기막히게 하는 희극인으로 데뷔하였다. 같은 해 12월, 그는 레츠캐스트(letscast)라는 인터넷방송국의 '무림뉴스'라는 프로에서 시도한 성대모사로 인기를 얻게 되었고
, 배철수의 음악캠프를 패러디한 〈배칠수의 음악텐트〉라는 방송을 시작하여 500회 이상 진행하며 입소문을 타게 되어 공중파 프로그램에 진출하게 되었다. 수많은 인물들의 특징을 희화시켜 성대모사하지만 자신이 연기한 인물이 타계하면 더 이상 해당 인물에 대한 성대모사를 절대 하지 않는다.

## 연예 활동

### 방송
종영/하차 프로그램
- 와와쇼(SBS 러브FM, 2002년 ~ 2010년 3월 26일)
- 코미디하우스(문화방송, 2003년)
- 배철수의 음악캠프(MBC FM4U, 2005년 ~ 2011년 5월 5일, '철수와 칠수'코너 게스트)
- 접속! 무비월드(SBS TV, 2007년)
- MBC 스페셜, 노견만세(MBC, 2009년 7월 3일, 내레이션)
- MBC 창사 50주년 특집 포토다큐멘터리 ‘Do They Know?(그들은 알까요?)’(MBC, 2011년 11월 13일, 내레이션)
- 배칠수 김세아의 9595쇼 (TBS FM. 2012년 ~ 2015년)
- 굿모닝FM(MBC FM4U, 2012년 10월 22일 ~ 10월 25일, '배칠수의 다국어 뉴스'코너 게스트)
- 배한성, 배칠수의 고전열전(MBC 표준FM, 2010년 10월 18일 ~ 2012년 10월 13일)
- 최양락의 재미있는 라디오(MBC 표준FM, 2002년 4월 1일 ~ 2014년 4월 13일)
- MBC 스페셜 587회 : 엔의 전쟁 (MBC, 2013년 4월 29일, 내레이션)
- 한식대첩 시즌2 (올리브TV, 2014년 9월 18일 ~ 2014년 12월 4일, 내레이션)
- MBC 다큐프라임 280회 : 20년 동안의 대한민국 IT 생활백서 '응답하라! IT코리아' (MBC, 2014년 11월 21일)
- 한식대첩 시즌3 (올리브TV, 2015년 5월 21일 ~ 2015년 8월 6일, 내레이션)
- 전국제패 (MBN, 2015년 12월 13일 ~ 2016년 2월 16일, 내레이션)
- 공사창립특집 인간과 습지 (KBS1, 2018년 3월 1일 ~ 2018년 3월 8일, 내레이션)
- 다큐 플러스 1회 : 베트남의 영웅, 박항서! 1부 - 베트남의 별이 되다 / 2회 : 베트남의 영웅, 박항서! 2부 - 내 친구 코리아 (JTBC, 2018년 2월 25일 ~ 2018년 3월 4일, 내레이션)
- 특집다큐 물의 정거장 (KBS1, 2018년 11월 26일, 내레이션)
- 다큐 플러스 49회 : 넌 어떤 공부를 하니? (JTBC, 2019년 2월 10일, 내레이션)
- 다큐 플러스 53회 : 연비의 비밀, 신자린고비 열전 (JTBC, 2019년 3월 10일, 내레이션)
- 배칠수, 박희진의 9595쇼(TBS FM, 2012년 3월 26일 ~ 2021년 8월 22일)
- 다큐On 109회 : 고교학점제, 성공의 조건 (KBS1, 2021년 11월 13일, 내레이션)
- 다큐 인사이트 독도 평전 - 1부 검은 도요 / 2부 푸른 경계 (KBS1. 2023년 12월 6일 ~ 2023년 12월 7일, 내레이션)

방송 중인 프로그램

### 영화
- 몽정기 (2002년) - 라디오 방송 DJ 역 (특별출연)
- 마지막 늑대 (2004년) - 라디오 DJ 역 (특별출연)

### 광고
| 연도   | 제목                        | With   |
| ------ | --------------------------- | ------ |
| 2009년 | 바이엘 아스피린 프로텍트    |        |
| 2008년 | 오리온스낵                  |        |
| 2007년 | 현대해상화재보험 하이라이프 | 이병준 |

## 수상
- 2017년 제29회 한국PD대상 라디오진행자부문 출연자상
- 2010년 MBC 연기대상 라디오부문 우수상
- 2006년 MBC ESPN 연예인 야구리그 올스타전 MVP
- 2005년 MBC 연기대상 라디오부문 특별상
- 2003년 MBC 방송연예대상 코미디/시트콤부문 신인상
- 2003년 SBS 연기대상 라디오부문 우수상
- 1999년 수퍼보이스 탤런트 선발대회 대상

## 성대모사 인물
- 배철수(라디오 DJ, 가수)
- 전두환(11~12대 대통령) - 서거 후 중단
- 노태우(13대 대통령) - 서거 후 중단
- 김영삼(14대 대통령) - 서거 후 중단
- 김대중(15대 대통령) - 서거 후 중단
- 노무현(16대 대통령) - 서거 후 중단
- 이명박(17대 대통령)
- 김종필(정치인) - 타계 후 중단
- 최양락(희극인)
- 허재(전 프로 농구 전주 KCC 이지스 감독)
- 앙드레 김(디자이너) - 타계 후 중단
- 손석희(교수)
- 황수관(교수) - 타계 후 중단
- 김제동(방송인) - 잠시 중단
- 이회창(정치인)
- 유시민(정치인)
- 이재오(정치인) - 2011년부터 잠시 중단
- 이순재(배우)
- 이종환(방송인) - 타계 후 중단
- 이대근(배우)
- 차인표(배우)
- 이승엽(야구선수)
- 최희섭(야구선수)
- 김병지(축구선수) - 잠시 중단
- 박지성(축구선수)
- 차범근(해설위원)